# Казырыкпай, Борис Оюлович
Борис Оюлович Казырыкпай (22 июля 1957 — май 2011) — тувинский поэт, критик, литературовед, переводчик, автор учебника (хрестоматии) для средней школы.

## Биография
Казырыкпай Борис Оюлович родился 22 июля 1957 года в с. Кызыл-Хая Монгун-Тайгинского района Тувинской АССР. Окончил Мугур-Аксынскую среднюю школу Монгун-Тайгинского района, филологический факультет Кызылского государственного педагогического института. Работал воспитателем, учителем в школах Кызыл-Хая и Мугур-Аксы, инспектором Монгун-Тайгинского отдела народного образования, заместителем редактора регионального научно-популярного методического журнала «Башкы», ответственным секретарем литературно-художественного журнала «Улуг-Хем», научным сотрудником в Тувинском институте гуманитарных исследований при Правительстве РТ.

## Творчество
Литературную деятельность начал с 1988 года. Первый сборник стихов «Думы» вышел в свет в 2000 г. Перевел на тувинский язык произведения персидского поэта Омара Хайяма, турецкого поэта Пира Султана Абдала, рассказы японского автора Накадзима Ацуси, американского журналиста Ливингстона Ларнеда, произведения Василия Шукшина, Николая Гумилёва, Ивана Бунина, произведения японской и китайской лирики. Автор книг «Бодалдар» — «Думы» (2000), «Эр чол» — «Судьба мужчины» (2007), «Сеткилимнин челээштери» — «Радуги души» (2008). Важная тема, которую он поднимал в своих произведениях, публицистических статьях — воспитание настоящего мужчины, его долг перед семьей и государством, народная педагогика. Писал критические статьи по различным вопросам литературы, рецензии о книгах тувинских писателей и поэтов.

### Основные публикации
Казырыкпай, Б. О. Бодалдар : шүлүктер / Б. О. Казырыкпай, О. О. Казырыкпай. — Кызыл : ТывНҮЧ, 2000. — 71 ар.
Казырыкпай, Б. О. Сеткилимниң челээштери : публ. чүүлдер, шүлүктер, чогаалдар дугайында бодалдар, очулгалар / Б. О. Казырыкпай. — Кызыл : ТывНҮЧ, 2008. — 127 ар.
Казырыкпай, Б. О. Эр чол : 7 кл. номчулга ному / Б. О. Казырыкпай, Б. Б. Казырыкпай. — Кызыл : ТывНҮЧ, 2007. — 175 ар.

### Переводы
Ацуси, Н. Шүлүкчүнүң човулаңы / Н. Ацуси; очул. Б. Казырыкпай // Улуг-Хем. — 1994. — № 1. — Ар. 106—113.
Бабур. Делегейде чүү-даа чүве мөңге эвес / Бабур; очул. Б. Казырыкпай // Тыв. аныяктары. — 1995. — Янв. 13; Деткимче. — 1994. — Сент. 2-16.
Бедюров, Б. Үш харлаан чээнимге алгыш сөзүм : шүлүк / Б. Бедюров; очул. Б. Казырыкпай // Тыв. аныяктары. — 1995. — Сент. 5.
Бунин, И. Орайтадыр ынаам-биле шөлге барып : шүлүк / И. Бунин; очул. Б. Казырыкпай // Тыв. аныяктары. — 1995. — Июль 19.
Гумилев, Н. Арганың албызы / Н. Гумилев; очул. Б. Казырыкпай // Тыв. аныяктары. — 1995. — Янв. 13.
«Декамерон» / очул. Б. Казырыкпай // Тыв. аныяктары. — 1995. — Февр. 14.
Джакшылыков, А. Уругларга тоол : шүлүк / А. Джакшылыков; очул. Б. Казырыкпай // Башкы. — 1998. — № 3. — Ар. 96.
Ду Фу Тибет чурту эжелексээш … : шүлүк / Ду Фу; очул. Б. Казырыкпай // Шын. — 1993. — Дек. 4.
Ду Фу Уран дойдунуң муңгаралы : шүлүк / Ду Фу; очул. Б. Казырыкпай // Шын. — 1996. — Нояб. 7; Тыв. аныяктары. — 1994. — Авг. 2.
Кожанбердиев, Т. «Чурукчу» Жантай : шүлүк / очул. Б. Казырыкпай // Башкы. — 1998. — № 3. — Ар. 96.
Мирза-Шафи, В. Солуттунмас кижилер чок дижир болгай / В. Мирза-Шафи; очул. Б. Казырыкпай // Тыв. аныяктары. — 1995. — Янв. 13 ; Деткимче. — 1994. — Сент. 2-16.
Навои, А. Сөстер кожуп, шүлүк бижип чоруур болгаш … : шүлүк / А. Навои; очул. Б. Казырыкпай // Шын. — 1993. — Дек. 4.
Петрарка, Ф. Лаурага : сонет / Ф. Петрарка; очул. Б. Казырыкпай // Тыв. аныяктары. — 1996. — Янв. 11.
Укачин, Б. Бодалдар-бодалдар. Күүс-күүс : шүлүктер / Б. Укачин; очул. Б. Казырыкпай // Тыв. аныяктары. — 1993. — Июнь 1.
Фу-Ду Улуг ханадан ырадыр / Фу-Ду; очул. Б. Казырыкпай // Улуг-Хем. — 2002. — № 1. — Ар. 131. Хайям Омар Рубаилер / Хайям Омар; очул. Б. Казырыкпай // Улуг-Хем. — 2001. — № 1. — Ар. 128—129; № 2-3. — Ар. 190—192
Хас-Хаджиб Юсу. «Аас-кежик» номундан / Хас-Хаджиб Юсу; очул. Б. Казырыкпай // Улуг-Хем. — 2002. — № 1. — Ар. 131.
Шукшин, В. Чурттаксанчыг-дыр / В. Шукшин; очул. Б. Казырыкпай // Улуг-Хем. — 1991. — № 77. — Ар. 127.